# 桃江县
桃江县位于湖南省北部，隸屬於益陽市。1952年自益阳县析置桃江县，以境内桃花江得名。北与常德市汉寿县、鼎城区接壤，东与资阳区、赫山区相连，南与宁乡市接壤，西与安化县接壤。桃江县面积2068.35平方公里，2015年户籍人口88.84万人，常住人口79.23万人。 全县下辖12个镇、3个乡，县治桃花江镇。常住总人口68.56万人。县人民政府駐桃花江镇。区域总面积为2,068.14平方公里。

## 地理
桃江县位于湘中偏北, 资江下游,属山、岗、丘、平原并有的丘陵地，多呈山丘形地貌特征，有得天独厚的自然资源和区位优势。
桃江縣地形多樣，西南部以山地居多，西北部和東部以丘陵地形為主，平原和丘陵間分佈有崗地，縣境地勢南高北低、西高東低，向東北傾斜，地表高差大，山丘坡度大。

## 人口
2020年末，全县常住人口为685596人，与2010年第六次全国人口普查的769863人相比减少84267人，年平均增长率为-1.15%。 全县共有家庭户262274户，集体户3988户，家庭户人口为664297人，集体户人口为21299人。

## 物产
享有「中国楠竹之乡」、「有色金属之乡」、「建材之乡」等誉称。锰矿储量达770多万吨，锑矿储量仅次于锑都锡矿山，花岗石储量400亿立方米；楠竹面积70万亩，居全国第三、全省之首。

## 行政区划
桃江县下辖13个镇、1个乡、1个民族乡：
修山镇、鸬鹚渡镇、石牛江镇、牛田镇、松木塘镇、桃花江镇、灰山港镇、武潭镇、马迹塘镇、三堂街镇、大栗港镇、沾溪镇、高桥镇、鲊埠回族乡和浮邱山乡。

## 政治

### 现任领导
| 机构     | 桃江县人民政府 县长 | · 中国共产党 · 桃江县委员会 · 书记 | 桃江县人民代表大会 常务委员会 主任 | · 中国人民政治协商会议 · 桃江县委员会 · 主席 |
| -------- | ------------------- | ---------------------------------- | ---------------------------------- | -------------------------------------------- |
| 姓名     | 周登高              | 向荣                               | 伍令贤                             | 杨凯波                                       |
| 民族     | 汉族                | 汉族                               | 汉族                               | 汉族                                         |
| 出生地   | 湖南省宁乡市        | 湖南省沅江市                       | 湖南省                             | 湖南省                                       |
| 出生日期 | 1982年9月（42歲）   | 1970年9月（54歲）                  | 1967年8月（57歲）                  | 1967年1月（58歲）                            |
| 就任日期 | 2021年7月           | 2021年7月                          | 2021年10月21日                     | 2021年10月21日                               |

## 交通
水陆交通四通八达，县城至益阳市城区20公里，有超一等级公路相连，距省会长沙市94公里，有高速公路贯通，西南大通道怀桃公路、 234国道、长石铁路、洛湛铁路和资江水域等交通干线横贯全县。
公路交通
桃江县境内有一些重要的公路路网，连接着县城和周边地区。主要的公路包括省道和县道。其中，湖南省道S230线穿过桃江县，连接着桃江县与益阳市以及其他附近的县市。此外，县内还有一些县道和乡村道路，用于连接县城和农村地区。

## 经济
农业
桃江县的经济以农业为主导。该地区有适宜的农业气候和土地资源，主要农作物包括水稻、小麦、玉米、油菜等。同时，该县也有一定规模的果业，如柑橘、葡萄等水果的种植。
工业
桃江县在工业方面也有一定发展。主要的工业部门包括冶金、化工、纺织等。该县拥有一些大型工业企业，涉及钢铁、化肥、纺织等领域，对当地经济起到了一定的推动作用。
旅游业
桃江县也在加强旅游业的发展。该县拥有一些自然风光和人文景观，吸引着一定数量的游客。其中，著名的景点包括巴陵风景区、温泉旅游区等。

## 旅游
旅游资源十分丰富，已形成「桃花江竹海」、「楚南名山浮邱山」、「桃花江森林公园」等十大旅游景区，「竹香飘四海，桃花映九州」折射出桃江深厚的文化底蕴，「竹外桃花三两枝」的优美意境吸引着无数游人流连忘返。
浮邱山位于桃江县西南12公里，主峰海拔752米，面积58平方公里，人称"小南岳"。浮邱山有48峰，山顶有一处佛道同居的浮邱古寺。该寺在2025年农历春节前后由于不明原因失火，同年五月左右完成修复工作并重新对外开放。